# Saint-Pierre-du-Mont (Nièvre)
Saint-Pierre-du-Mont és un municipi francès, situat al departament del Nièvre i a la regió de Borgonya - Franc Comtat. L'any 2018 tenia 180 habitants.
El primer esment escrit de Saint-Pierre data de 1176 : ecclesia sancti Petri de Montibus de la qual el delme escau al capítol de l'església de Santa Eugènia a Varzy al Bisbat d'Auxerre.

## Demografia
El 2007 el poble tenia 191 habitants en 78 famílies. Hi havia 122 habitatges: 78 habitatges principals, 37 segones residències i 7 desocupats.

## Economia
El 2007 la població en edat de treballar era de 117 persones de les quals 82 eren actives. Hi havia una empresa extractiva, una empresa de comerç i reparació d'automòbils, una empresa de transport, una empresa d'hostatgeria i restauració, una immobiliària i una empresa de serveis.
L'any 2000 hi havia vuit explotacions agrícoles i una escola elemental integrada dins d'un grup escolar.